# 逆井五郎
逆井 五郎（さかさい ごろう、1952年 - ）は、日本の漫画家。千葉県生まれ。若い頃には東京都杉並区に在住していた。
1970年に「ズッコケ大番」にて『週刊少年ジャンプ』（集英社）第3回新人漫画賞佳作入選。同作品でデビュー。
『週刊少年サンデー』『週刊少年チャンピオン』『週刊少年キング』『週刊少年マガジン』に加え、短期間だけ発行された『週刊少年アクション』（双葉社）でも作品を発表しており、5大少年誌すべてを渡り歩いた漫画家であると同時に、永井豪と共に数少ない6つの週刊少年誌に連載経験を持つ漫画家でもある。
1990年代以降は妻・洋子との共作名「杉原たくみ」で、レディースコミックやパチンコ漫画を執筆。

## 作品一覧

### 単行本化作品
- クライムスイーパー（原作：武論尊）
- ピンク!パンチ!雅（原作：武論尊）
  - 上作品の続編。単行本では『ピンク!パンチ!雅』として纏められている。（オハヨー出版：全2巻）
- 青春は、僕達のもの
  - 池沢さとしの『彼女と彼女は犬猿の仲』との同時収録。
- 学園マリア 秋田書店少年チャンピオンコミックス
- まゆみちゃん危機一髪 全3巻 双葉社アクションコミックス
- 愛・ドール ヒロコ 白泉社ジェッツコミックス
- 愛ラッシュ・ヒロコ 全3巻 白泉社ジェッツコミックス
  - 上作品の続編。
- 詳細バイク・メンテナンス百科（編集：カリバーブックス）交通タイムス社
- まんがでわかるロックバンドストーリー シンコーミュージック
- あいつ!（原作：真樹日佐夫）全2巻 マンガショップ
  - 初出は『週刊少年ジャンプ』1970年46号 - 1971年13号

### 未単行本化作品ほか
- 空飛ぶ円盤基地101のなぞ（原作：石原光二）
- 地球がこおりはじめた!（原作：佐伯誠一）
- 白バラ軍団（原作：やまさき十三）『週刊少年サンデー』1975年51号 - 1976年No.3・4合併号
  - 以上、小学館での作品。
- ズッコケ大番
- ずうずうしい奴（原作：柴田錬三郎・咲原ゆういち）
- 少年の国（原作：咲原ゆういち）
  - 以上、集英社（週刊少年ジャンプ）での作品。
- シャンプー&リンス『週刊少年キング』（少年画報社）連載
- 実録スター劇画 コマネチ物語 - 月刊少年マガジン 1976年11月号と12月号に前後編で掲載。
- ピンク・レディー物語 - 同上 1977年2月号掲載。
- 木之内みどり物語 - 同上 1977年4月号掲載。木之内主演映画『野球狂の詩』公開を記念、劇中では原作者・水島新司も登場。
- ビューティ・ペア物語 - 同上 1977年6月号掲載。